# Арбанкон
Арбанкон (ісп. Arbancón) — муніципалітет в Іспанії, у складі автономної спільноти Кастилія-Ла-Манча, у провінції Гвадалахара. Населення — 188 осіб (2010).
Муніципалітет розташований на відстані близько 80 км на північний схід від Мадрида, 37 км на північ від Гвадалахари.

## Демографія
Динаміка населення (INE ):

## Галерея зображень

Розташування муніципалітету у провінції Гвадалахара